# Condado de Garrett
El condado de Garrett es el condado más al oeste del estado de Maryland de los Estados Unidos. En 2000, su población era de 29.846. Su nombre es el de John Work Garrett (1820-1884), presidente de los Trenes de Baltimore y Ohio entre 1858 y 1884. Su sede está en Oakland.

## Historia
La parte oeste de Maryland (incluyendo el actual Condado de Garrett) pertenecía al Condado de Prince George en 1696. En sucesivas divisiones de este condado se fue acontado el territorio actual del Condado de Garret, que ha formado parte del Condado de Frederick, del Condado de Washington, y del Condado de Allegany. El cual se dividión finalmente en 1872 para crear el Condado de Garrett, el último condado creado en Maryland.

## Leyes y gobierno
El Condado de Garrett es gobernado por comisionados del condado, que es la forma tradicional de gobierno en los condados de Maryland.

## Demografía
Según el censo de 2000, el condado cuenta con 29.846 habitantes, 11.476 hogares y 8.354 familias que residentes. La densidad de población es de 18 hab/km² (46 hab/mi²). Hay 16.761 unidades habitacionales con una densidad promedio de 10 u.a./km² (26 u.a./mi²). La composición racial de la población del condado es 98,83% Blanca, 0,43% Negra o Afroamericana, 0,07% Nativa americana, 0,19% Asiática, 0,02% De las islas del Pacífico, 0,09% de Otros orígenes y 0,37% de dos o más razas. El 0,44% de la población es de origen Hispano o Latino cualquiera sea su raza de origen.
De los 11.476 hogares, en el 32,60% viven menores de edad, 60,70% están formados por parejas casadas que viven juntas, 8,40% son llevados por una mujer sin esposo presente y 27,20% no son familias. El 23,50% de todos los hogares están formados por una sola persona y 10,60% incluyen a una persona de más de 65 años. El promedio de habitantes por hogar es de 2,55 y el tamaño promedio de las familias es de 3,00 personas.
El 25,10% de la población del condado tiene menos de 18 años, el 7,80% tiene entre 18 y 24 años, el 27,60% tiene entre 25 y 44 años, el 24,60% tiene entre 45 y 64 años y el 14,90% tiene más de 65 años de edad. La mediana de la edad es de 38 años. Por cada 100 mujeres hay 97,20 hombres y por cada 100 mujeres de más de 18 años hay 93,80 hombres.
La renta media de un hogar del condado es de $32.238, y la renta media de una familia es de $37.811. Los hombres ganan en promedio $29.469 contra $20.673 por las mujeres. La renta per cápita en el condado es de $16.219. 13,30% de la población y 9,80% de las familias tienen entradas por debajo del nivel de pobreza. De la población total bajo el nivel de pobreza, el 16,60% son menores de 18 y el 13,90% son mayores de 65 años.

## Ciudades y pueblos
El Condado de Garrett incluye ocho municipalidad que son clasificadas como pueblos según las leyes de Maryland.
1. Accident (desde 1916)
2. Deer Park (desde 1884)
3. Friendsville (desde 1902)
4. Grantsville (desde 1864)
5. Kitzmiller (desde 1906)
6. Loch Lynn Heights (desde 1896)
7. Mountain Lake Park (desde 1931)
8. Oakland (desde 1862)

### Lugaes designados por el censo
- Bloomington
- Crellin
- Gorman
- Hutton
- Jennings
- Swanton

### Lugares no designados por el censo
- Bittinger
- McHenry
- Sang Run
- Shalmar